# Zailach
Zailach is een plaats in de Duitse gemeente Lehrberg, deelstaat Beieren, en telt 94 inwoners (2006).